# Казаковская мечеть
Казаковская мечеть (тат. Казаков мәчете; Двенадцатая соборная) — каменная мечеть, существовавшая в Старо-Татарской слободе Казани. Была построена в 1876 году на средства купца Мухамметзяна Казакова. Снесена в 1975 году. Архитектор Петр Иванович Романовнов. Располагалась на пересечении современных улиц Заводская и Татарстан.

## Архитектура
Мечеть представляла собой одноэтажное кирпичное двухзальное здание с восьмигранным минаретом над входом в формах эклектики с сочетанием элементов классицизма, «кирпичного узорочья» и татарского декоративного искусства.

## История мечети
В XVII—XVIII веках, еще до регулярной планировки города, в этом районе на окраине старой слободы существовало древнее мусульманское кладбище, где нашли свой последний приют представители самых старых и уважаемых семейств слободы — Апанаевых, Чукиных, Субаевых, Замановых и других. Однако к середине XVIII столетия, с возникновением Ново-Татарской слободы, когда мусульманская часть губернского центра расширилась от Плетеней до Булака, в районе современной 5-й городской больницы было открыто новое большое татарской кладбище, именовавшееся в народе «Кладбищем между двух слобод». Старый зират между тем обступили многочисленные дома новых жителей, и он, потеряв свое прежнее предназначение, постепенно превратился в большой пустырь в центре города, который, по понятным причинам, не мог использоваться в хозяйственных целях.
Такая ситуация, конечно же, не устраивала местное духовенство и купечество, которые, тревожась за судьбу священной для казанских мусульман земли, во второй половине XIX века обратились с просьбой к городским властям о выкупе ее в собственность общины. Главным инициатором этого благородного дела и активным ходатаем стал казанский 2-й гильдии купец, потомок династии Аитовых-Замановых Мухаметзян Сулейманович Аитов. Он выделялся среди местного купечества своими ярко выраженными интеллектуальными интересами — очень любил историю, собирал различные предания и устный материал, касающийся прошлого татарского народа, был другом и единомышленником Ш. Марджани. Много времени предприниматель посвящал и общественной работе, являясь гласным городской думы.
Этот неравнодушный и энергичный человек, возглавив общественную кампанию в 1874—1875 годах, сумел добиться разрешения на покупку этого участка земли под строительство соборной мечети. После завершения купчей крепости в феврале 1875 года мусульмане Старо-Татарской слободы составили приговор о своем согласии с решением казанского 2-й гильдии купца, потомственного почетного гражданина Мухаметзяна Назировича Казакова (Абдулкаримова) построить за свой счет на месте старого татарского кладбища каменную мечеть. Таким образом, два крупных предпринимателя открыли новую страницу в истории татарской Казани. Огромную помощь в организации строительства купцам оказал Шигабутдин Марджани, горячо поддержавший идею возведения нового храма. Именно он рассчитал для него кыблу — направление на Мекку — и благословил начало работ.
Фундамент мечети был заложен в мае 1875 года. Сам имам впоследствии вспоминал, что первый день вышел не совсем удачный, несмотря на то, что у мастеров и рабочих было все готово для закладки основания мечети. Из-за сильного дождя все же было решено перенести это событие на следующее утро. В дальнейшем из-за плохой каменисто-песчаной почвы пришлось отступить от первоначального проекта и выбрать несколько иное положение здания, что привело к некоторой погрешности в кыбле. Тем не менее, не испытывая проблем с деньгами, материалами и рабочей силой, мечеть к началу осени 1876 года была полностью готова к богослужениям.
Мечеть, построенная для того, чтобы увековечить память предков, захороненных на древнем кладбище, ровно через 100 лет после ее основания, в 1975 году в связи со строительством улицы Татарстан, решением горисполкома была исключена из списка памятников архитектуры и снесена.

## История махалли
Приход новой мечети составила часть правоверных из приходов 4-й соборной (Голубой) и 5-й соборной (Галеевской) мечетей.

## Наследие
Продолжая традиции отца Мухамметшакир Казаков в 1898 году профинансировал строительство Девятой соборной мечети Астрахани.